# کیکه سولا
کیکه سولا (انگلیسی: Kike Sola؛ زادهٔ ۲۵ فوریهٔ ۱۹۸۶) بازیکن فوتبال اهل اسپانیا است.
از باشگاه‌هایی که در آن بازی کرده‌است می‌توان به باشگاه فوتبال نومانسیا، باشگاه فوتبال اتلتیک بیلبائو، باشگاه فوتبال اوساسونا، باشگاه فوتبال میدلزبرو، و باشگاه فوتبال ختافه اشاره کرد.
وی همچنین در تیم‌های ملی فوتبال زیر ۲۱ سال اسپانیا و باسک بازی کرده‌است.